# Meixedo (Bragança)
Meixedo é uma aldeia portuguesa do município de Bragança que foi sede da extinta Freguesia de Meixedo, freguesia que tinha 11,48 km² de área e 163 habitantes (2011), e, por isso, uma densidade populacional de 14,2 hab/km².
A Freguesia de Meixedo foi extinta em 2013, no âmbito de uma reforma administrativa nacional, tendo sido agregada às freguesias de Sé e Santa Maria, para formar uma nova freguesia denominada União das Freguesias de Sé, Santa Maria e Meixedo com a sede em Sé.

## População
| População da freguesia de Meixedo | População da freguesia de Meixedo | População da freguesia de Meixedo | População da freguesia de Meixedo | População da freguesia de Meixedo | População da freguesia de Meixedo | População da freguesia de Meixedo | População da freguesia de Meixedo | População da freguesia de Meixedo | População da freguesia de Meixedo | População da freguesia de Meixedo | População da freguesia de Meixedo | População da freguesia de Meixedo | População da freguesia de Meixedo | População da freguesia de Meixedo |
| --------------------------------- | --------------------------------- | --------------------------------- | --------------------------------- | --------------------------------- | --------------------------------- | --------------------------------- | --------------------------------- | --------------------------------- | --------------------------------- | --------------------------------- | --------------------------------- | --------------------------------- | --------------------------------- | --------------------------------- |
| 1864                              | 1878                              | 1890                              | 1900                              | 1911                              | 1920                              | 1930                              | 1940                              | 1950                              | 1960                              | 1970                              | 1981                              | 1991                              | 2001                              | 2011                              |
| 323                               | 353                               | 389                               | 307                               | 368                               | 317                               | 292                               | 394                               | 354                               | 356                               | 297                               | 289                               | 201                               | 188                               | 163                               |